# بوتوشن
شهر بوتوشن (به رومانیایی: Botoşani) در شهرستان بوتوشن در کشور رومانی واقع شده‌است. جمعیت این شهر ۱۱۵٬۳۴۴ نفر است. در ارتفاع ۱۳۰ متر از سطح دریا واقع شده‌است.